# Isla de los Pájaros (Chubut)
Az Isla de los Pájaros (spanyol nevének jelentése: madarak szigete) egy kis, lakatlan sziget Argentínában.

## Elhelyezkedése
A kis sziget Argentína középpontjától délre található, Chubut tartomány Biedma megyéjében, a Valdés-félsziget elkeskenyedő „szárától”, a Carlos Ameghino-földszorostól északra, egy kicsi, az Atlanti-óceánból nyíló öbölben, a Szent József-öbölben. A parttól mintegy 700–800 méter távolságra helyezkedik el.
Naponta két alkalommal, apálykor egy keskeny homokos sáv tűnik elő a tengerből, amely összeköti a szárazfölddel, így ilyenkor a sziget megszűnik sziget lenni, és akár száraz lábbal is át lehet rá gyalogolni.

## Élővilág
A sziget fő értéke az élővilág, azon belül is a madárvilág: erről kapta a nevét is. Fészkel itt déli sirály, brazil kárókatona, bakcsó, sziklai kárókatona, hókócsag, csigaforgató, vastagcsőrű csigaforgató, Magellán-pingvin, copfos réce és fehérfejű gőzhajóréce is: ezek a madarak a szeptember és február közötti időszakban szaporodnak, rajtuk kívül pedig időnként feltűnnek olyan vándormadarak is, mint a barnadolmányú sirály, a flamingók, a lilefélék és a viharmadarak. A legnagyobb számban a déli sirályok vannak jelen: nekik mintegy 3000 fészkük található meg a szigeten. A Magellán-pingvinek a 20. század végétől kezdve jelentek meg itt, néhány évtized alatt több mint 200-ra nőtt a fészkeik száma.
Az élővilág védelme érdekében 1967. szeptember 29-én a szigetet védetté nyilvánították. Turisták sem látogathatják, nekik csak arra van lehetőségük, hogy a mintegy 800 méterre levő szárazföldről erős távcsövek segítségével figyeljék a madarakat. A természetvédelmi őrök részletes információkat szolgáltathatnak az érdeklődők számára.